# Lopevi
Lopevi est une île volcanique inhabitée dans la province de Malampa au Vanuatu, formée par le cône de sept kilomètres de diamètre du volcan du même nom, qui atteint une hauteur de 1 413 m.

## Géographie

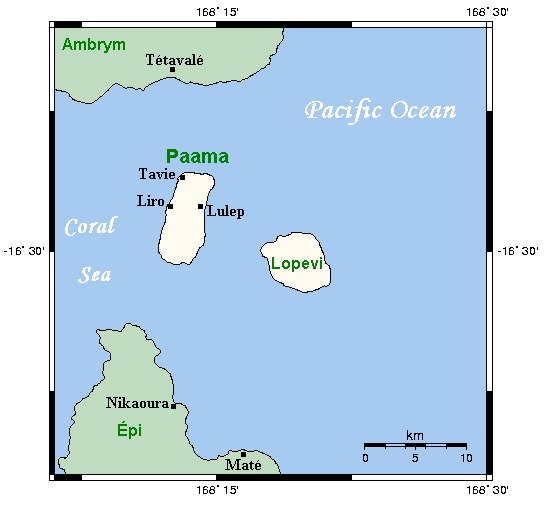
Carte de Paama et Lopevi

L’île, d’une superficie de 29 km2, est située à six kilomètres à l’est de Paama et à 12 km au nord-est d'Epi.

## Tentative de peuplement
Lopevi a déjà été habitée, mais sa population a été déplacée vers Epi[Quand ?] en raison du danger posé par ce stratovolcan.